# Voie romaine Bavay-Asse
La voie romaine Bavay-Asse ou chaussée romaine de Bavay à Asse est une voie romaine qui reliait Bagacum Nerviorum (Bavay) à Asse. D'une longueur d'environ 80 km, elle parcourt la France et la Belgique (Wallonie et Flandre)

## Histoire
Cette voie romaine a été tracée et réalisée au cours du Ier siècle après Jésus-Christ. Elle est l'une des sept voies romaines qui partaient de Bavay. Le tracé est encore bien répertorié de Bavay à Asse. Ensuite, l'antique voie se poursuivait vers le nord en direction de Traiectum (actuellement Utrecht) mais le tracé au-delà d'Asse n'est pas bien défini. Cette chaussée pourrait être une voie gauloise, peut-être établie sur des pistes néolithiques, restaurée et entretenue par les Romains.

## Parcours
Partant de Bavay, le tracé s'oriente au nord-est pour rapidement emprunter la chaussée du Bois, voie rectiligne qui rejoint la frontière franco-belge après un peu moins de 7 kilomètres. Sur le territoire belge, l'ancienne voie romaine prend le nom de chaussée Brunehault, passe à l'est du village de Sars-la-Bruyère, traverse Genly (route de Bavay, rue Grande, rue du Dr Harvengt) puis Noirchain (chaussée romaine, rue Brunehault) pour passer au sud-est de Ciply puis traverser Mesvin en empruntant toujours la rue Brunehault. La traversée de Mons est plus hypothétique. Elle se fait vraisemblablement par l'est du centre historique de la ville actuelle. 
La trace de la voie romaine reprend au nord de Nimy et de l'autoroute E42 par la chaussée Brunehault qui se poursuit en passant à l'est du village de Masnuy-Saint-Pierre (Grand Chemin) puis à l'ouest de Neufvilles . Ensuite, elle longe la localité de Louvignies (rue Joseph Quintart puis chaussée Brunehault), passe la chaussée de Lessines (route nationale 57) pour continuer toujours dans le même axe par la chaussée romaine, la rue du Tierne, la rue Maire-Bois puis de nouveau la chaussée Brunehault et atteindre la ville d'Enghien que la voie romaine longe par l'est le long du parc d'Enghien avant de servir de limite entre la Région wallonne et la Région flamande pendant deux kilomètres en passant par le hameau limitrophe de Coquiane à partir duquel elle est devenue l'actuelle route nationale 285. 
Devenue Steenweg Asse, la vieille chaussée passe par le village de Herfelingen, devient Edingsesteenweg et traverse Leerbeek, passe à l'est de Gooik, se nomme Assesteenweg pour traverser Ternat et enfin rejoint Asse par Edingsesteenweg. Une grande partie de la voie antique est toujours praticable et accessible, le plus souvent recouverte d'asphalte souvent devenue une route nationale (N285 principalement en Région flamande).

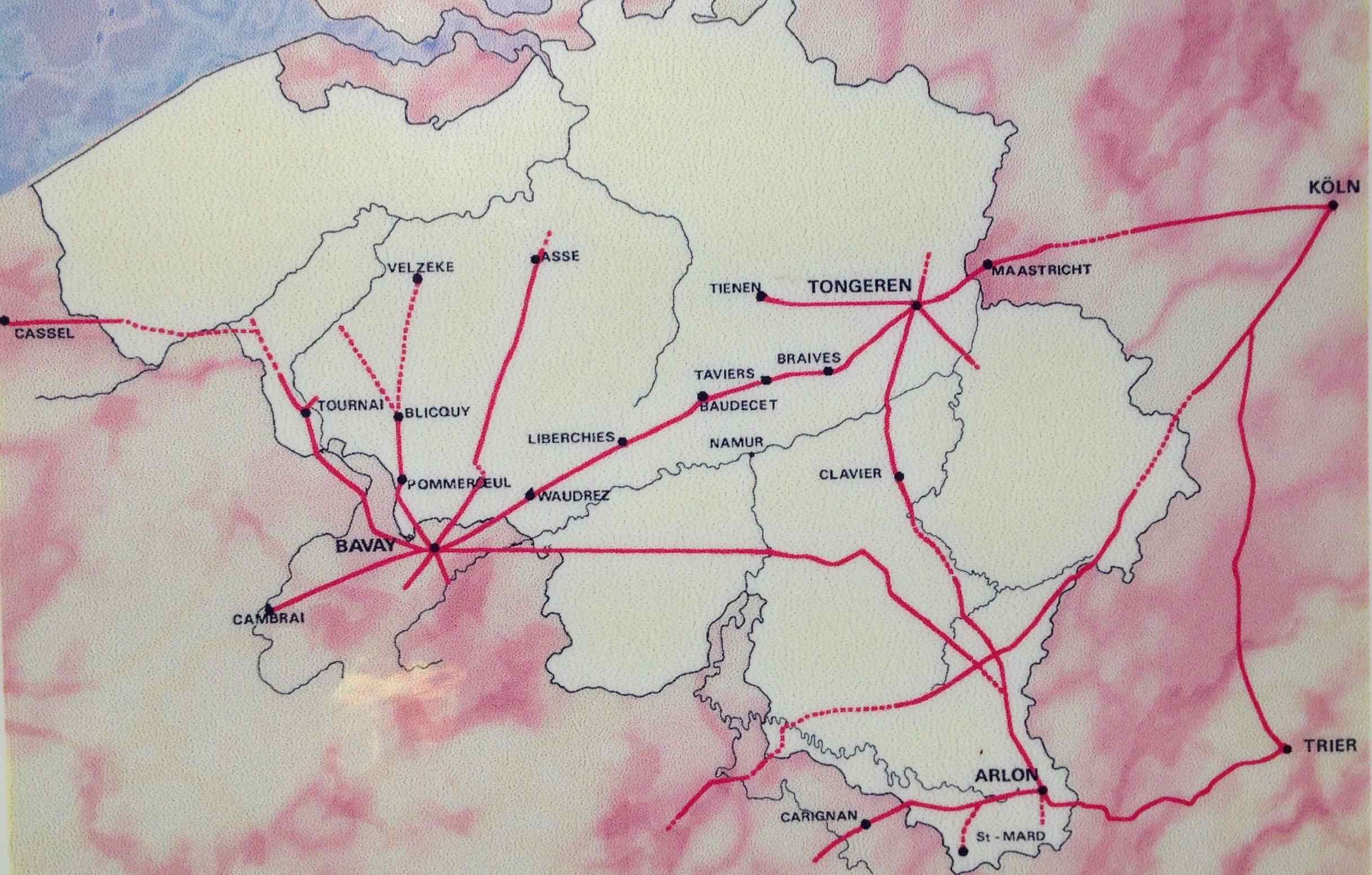
Voies romaines en Belgique

## Sources et liens externes
- Vestiges2017-Bavay-Velzeke sur lampspw.wallonie.be
- « Table de Peutinger, section 2 : pays des Bructères et des Trévires », sur euratlas.net (consulté en juin 2022).
- Carte de la voie romaine sur vici.org